# Gauchin-Légal
Gauchin-Légal (auch: Gauchin-le-Gal) ist eine französische Gemeinde mit 300 Einwohnern (Stand: 1. Januar 2022) im Département Pas-de-Calais in der Region Hauts-de-France; sie gehört zum Arrondissement Béthune und zum Kanton Bruay-la-Buissière.

## Geographie
Die Gemeinde Gauchin-Légal liegt im Nordosten des Artois am Südwestrand des Nordfranzösischen Kohlereviers, etwa 13 Kilometer südsüdwestlich des Stadtzentrums von Béthune. Umgeben wird Gauchin-Légal von den Nachbargemeinden Rebreuve-Ranchicourt im Nordwesten und Norden, Fresnicourt-le-Dolmen im Norden und Nordosten, Estrée-Cauchy im Osten, Caucourt im Süden, Béthonsart im Südwesten, Frévillers im Westen sowie Hermin im Westen und Nordwesten. Die Hauptstraße durch das Dorf Gauchin-Légal folgt dem Verlauf einer alten 'Heerstraße des Systems Chaussée Brunehaut.

## Einwohnerentwicklung
| 1962                       | 1968 | 1975 | 1982 | 1990 | 1999 | 2006 | 2013 | 2022 |
| -------------------------- | ---- | ---- | ---- | ---- | ---- | ---- | ---- | ---- |
| 273                        | 272  | 245  | 227  | 296  | 331  | 357  | 333  | 300  |
| Quellen: Cassini und INSEE |      |      |      |      |      |      |      |      |

## Sehenswürdigkeiten
- Kirche Saint-Joseph aus dem 19. Jahrhundert

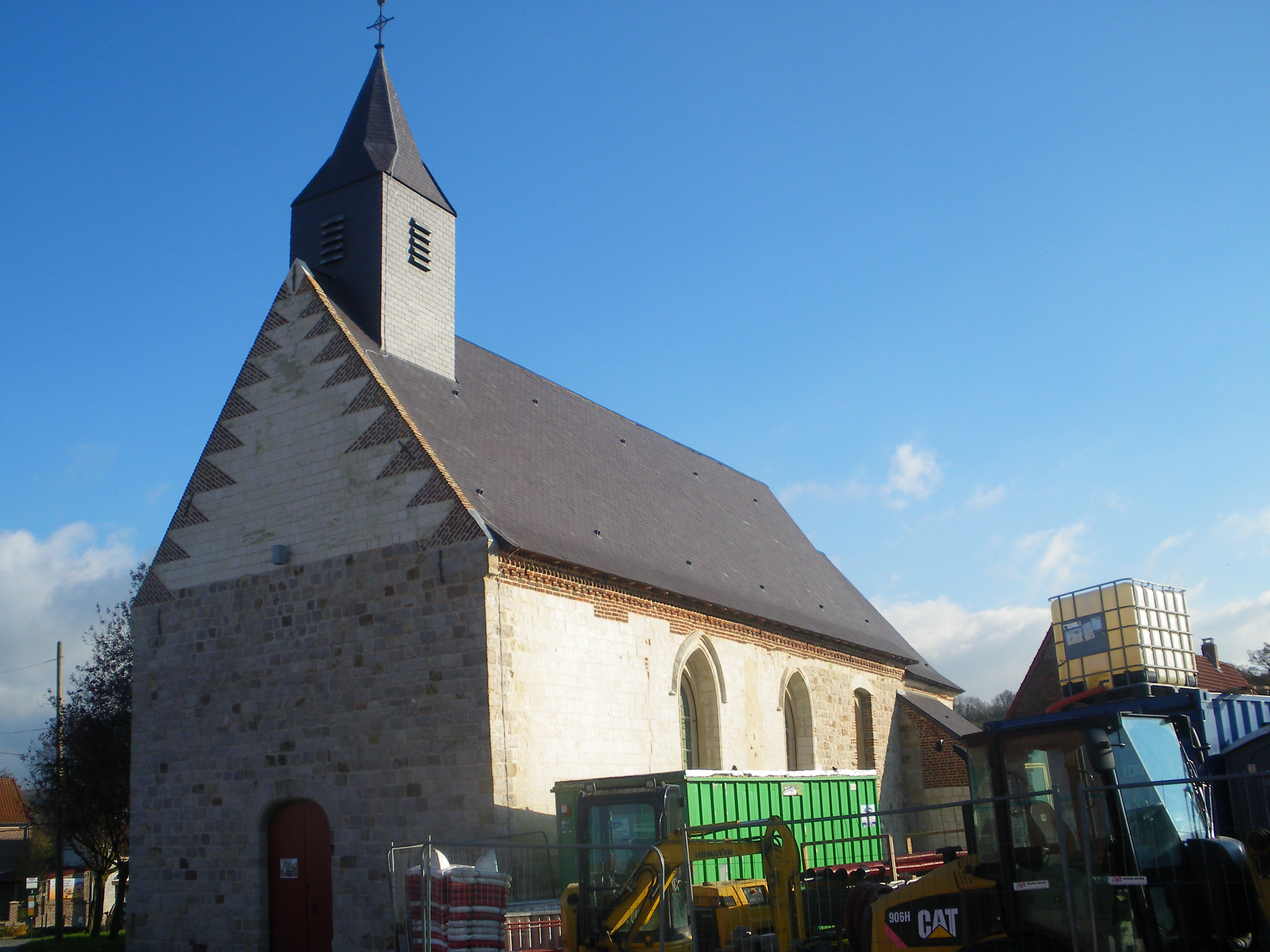
Kirche Saint-Joseph

- Schloss aus dem 18. Jahrhundert